# Jules Limbeck
Jules Limbeck, węg. Gyula Limbeck (ur. na początku XX w. w Rumunii, zm. w 1937?) – francuski piłkarz pochodzenia węgierskiego, grający na pozycji napastnika, trener piłkarski.

## Kariera piłkarska

### Kariera klubowa
Urodził się w Rumunii, a później jego rodzina przeniosła się do Austro-Węgier. W latach 20. XX wieku występował na pozycji środkowego napastnika w najsilniejszych węgierskich zespołach Újpest FC i Ferencvárosi TC. Potem przeniósł się do Belgii, a zakończył karierę piłkarską w Austria Wiedeń.

## Kariera trenerska
W 1930 r. został trenerem tureckiego Galatasaray SK i zdobył z nim mistrzostwo. We Francji pracował w Olympique Lyon, Racing Club i Amiens SC (1934-1935). W ostatnim klubie również wychodził na boisko w roli piłkarza. We Francji przyjął obywatelstwo i zmienił rodzime imię Gyula na Jules.
W 1935 roku Jules Limbek razem z Czechem Antonínem Fivébrem przybył do ZSRR w celu wymiany doświadczeń. Przez jakiś czas pracował z zespołem miasta Zaporoże i Dniepropietrowska, trenując również Stal Dniepropietrowsk, który wiosną 1936 startował w pierwszych mistrzostwach ZSRR. Potem udał się na Kaukaz, gdzie przeprowadził serię seminariów dla lokalnych trenerów. Następnie przyjął ofertę Dinamo Tbilisi, który zadebiutował jesienią 1936 w najwyższej lidze ZSRR. Z drużyną z Tbilisi Limbeck pracował do marca 1937 roku, dotarł z nim do finału Pucharu ZSRR, organizował szkoły piłkarskie dla dzieci.
W 1937 roku został trenerem Lokomotiwu Moskwa, z którym zajął 6 miejsce w lidze i wystąpił w półfinale Pucharu ZSRR (w poprzednim sezonie Lokomotiw był czwartym w lidze i zdobył Puchar).
Być może zginął w okresie tzw. czystki, choć możliwe też, że dożył lat 50. XX wieku.

## Sukcesy i odznaczenia

### Sukcesy trenerskie
- mistrz Istanbul Football League: 1930/31 (z Galatasaray SK)
- brązowy medalista Mistrzostw ZSRR: 1936 (j) (z Dinamem Tbilisi)
- finalista Pucharu ZSRR: 1936 (z Dinamem Tbilisi)